# 高遠焼
高遠焼（たかとおやき）は、長野県上伊那郡高遠町（現伊那市）で焼かれる陶器である。

## 概要
高遠焼は、1812年（文化9年）高遠城に水を引く土管を作るため、美濃から陶芸家を呼んで作陶が始まったとされる。昭和初期に一度は衰退したが、唐木米之助が1975年（昭和50年）に「白山登窯」を構えて、その技術を受け継いだ。
赤土を基調として、白と緑など2種類の釉薬を重ねる「二重掛け」が特徴である。

## 窯
- 白山登窯（伊那市高遠町勝間142-1）[3]
- 花窯（伊那市高遠町東高遠451-1）[4]

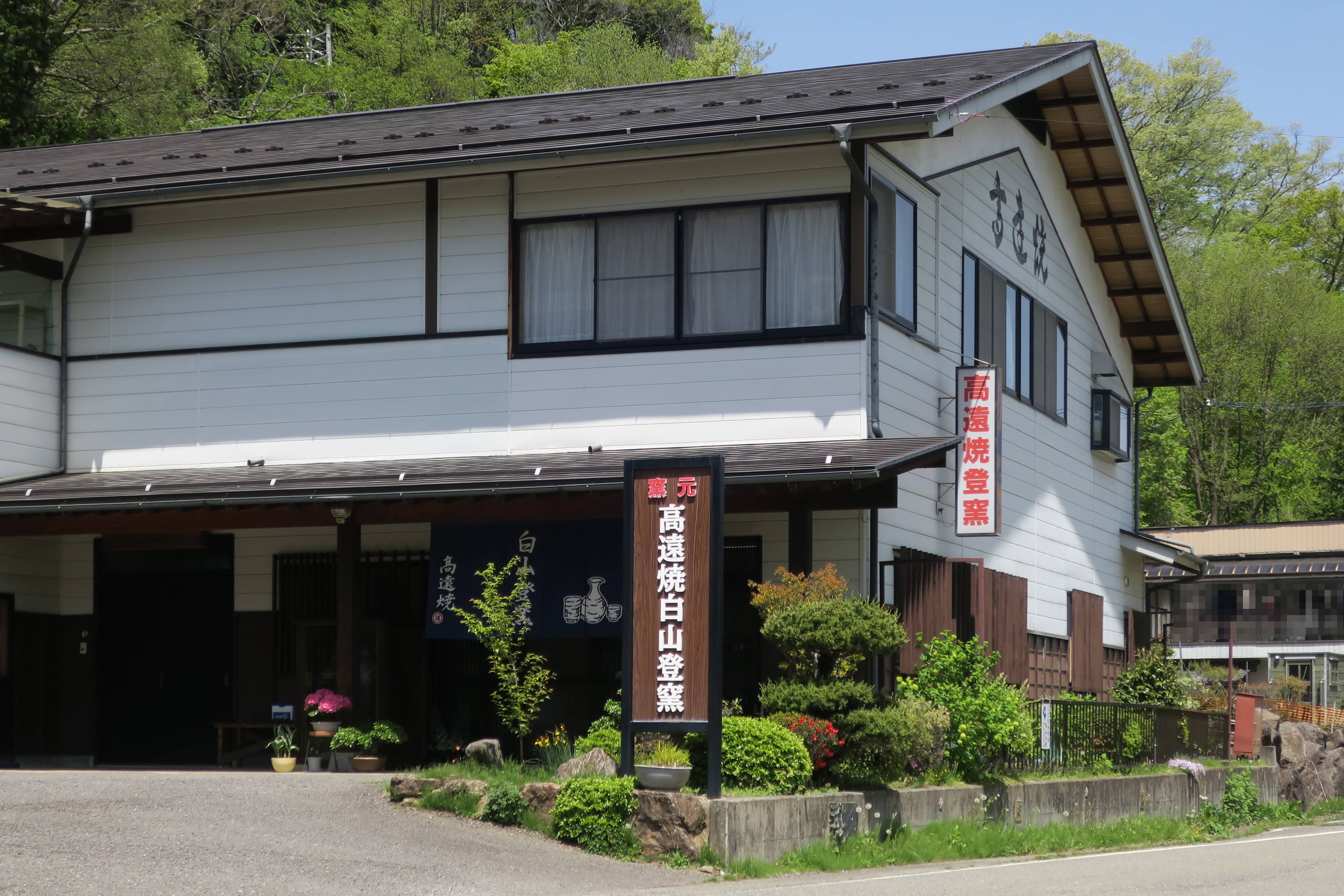
白山登窯
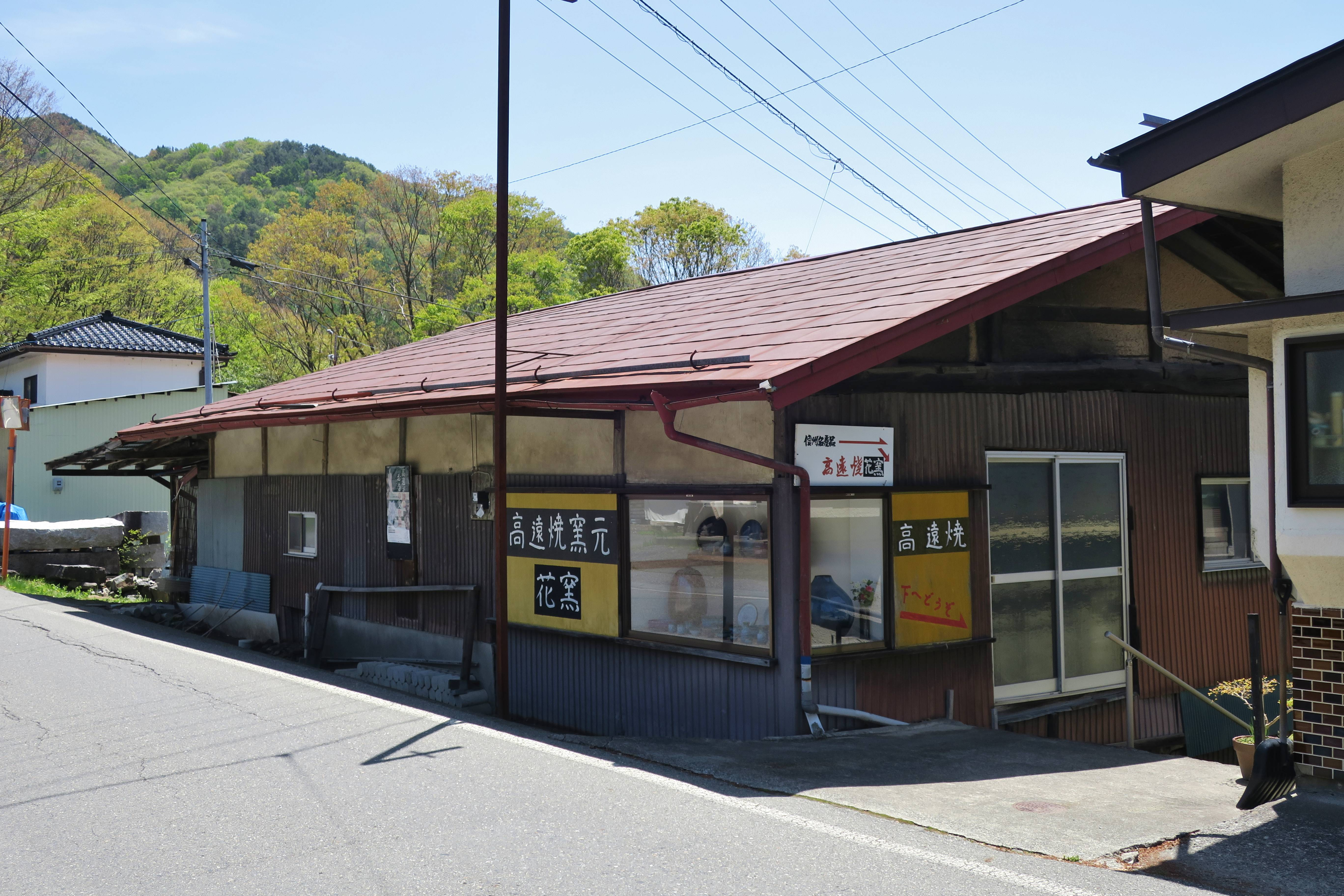
花窯